# Pol-e Khvāb
Pol-e Khvāb (persiska: پُل خواب, پل خواب) är en ort i Iran.   Den ligger i provinsen Alborz, i den norra delen av landet, 40 km nordväst om huvudstaden Teheran. Pol-e Khvāb ligger 1 818 meter över havet och antalet invånare är 237.
Terrängen runt Pol-e Khvāb är bergig åt sydost, men åt nordväst är den kuperad. Pol-e Khvāb ligger nere i en dal. Runt Pol-e Khvāb är det mycket tätbefolkat, med 1 819 invånare per kvadratkilometer. Närmaste större samhälle är Āsārā, 4,5 km nordost om Pol-e Khvāb. Trakten runt Pol-e Khvāb består i huvudsak av gräsmarker.